# Évaluation française des écosystèmes et des services écosystémiques
 (mars 2016).
L'évaluation française des écosystèmes et des services écosystémiques (EFESE) constitue un programme engagé en 2013, en France par le ministère de l'Environnement en vue de sensibiliser les citoyens et d'améliorer le pilotage des politiques en faveur de la reconquête de la biodiversité et leur intégration dans les politiques sectorielles (santé, logement, agriculture, etc). Le périmètre de l'EFESE s'étend à l'ensemble des écosystèmes terrestres et marins de France métropolitaine et d'outre-mer, et regroupe un ensemble de travaux d'évaluation des écosystèmes et des services écosystémiques à l'échelle nationale et à l'échelle locale.

## Histoire
L'EFESE est née de la volonté de la France, à la suite de l'évaluation des écosystèmes pour le millénaire (MEA, 2005), et à l'engagement par la Commission européenne du groupe de travail MAES (mapping and assessment of ecosystems and their services) portant sur la cartographie et l'évaluation des écosystèmes et de leurs services . Le programme EFESE bénéficie de l'appui de la Fondation de recherche pour la biodiversité (FRB), qui anime notamment le conseil scientifique et technique du programme d'EFESE.

## Gouvernance et processus
La gouvernance de l'EFESE est transparente et participative[réf. nécessaire]. Elle associe différents acteurs : les porteurs de politiques publiques, les parties prenantes et les experts scientifiques de disciplines des sciences sociales et naturelles. C'est en effet, la mobilisation de l'ensemble de ces acteurs qui permet de garantir la pertinence, la légitimité et la crédibilité des évaluations menées et finalement, d'en assurer la réussite (Ash et al., 2011; Wilson et al., 2014 ) .
La gouvernance de l'EFESE repose différentes entités :
- une équipe projet au ministère de l'Environnement.
- un comité de pilotage national issu du comité de révision de la Stratégie nationale pour la biodiversité (France) (SNB).
- un conseil scientifique et technique pluridisciplinaire par la Fondation pour la recherche sur la biodiversité (FRB).

### Les objectifs visés
Les objectifs de l'EFESE portent sur l'amélioration de l'information des citoyens et des décideurs à la biodiversité au réchauffement climatique, sur l'amélioration de l'analyse des politiques publiques et de leur impact sur la biodiversité et les services écosystémiques, et à terme l'intégration les valeurs de la biodiversité et des services écosystémiques dans les comptes nationaux.
- Une sensibilisation des citoyens et des décideurs aux valeurs de la biodiversité et des services écosystémiques, sur un approfondissement des connaissances des relations entre biodiversité, fonctions écologiques, services écosystémiques et avantages retirés par les sociétés humaines des écosystèmes, ainsi que des articulations et rétroactions avec changements globaux;
- enrichir les évaluations ex-post et ex-ante des politiques publiques de manière à mieux prendre en compte l'effet des décisions sur la biodiversité et les services écosystémiques;
- à terme, intégrer les valeurs de la biodiversité et des services écosystémiques dans les systèmes de comptes nationaux.

| Objectif EFESE                                   | Objectif Aïchi | Productions                                                                      | Attentes                                                                                      | Enjeux                                                             |
| ------------------------------------------------ | -------------- | -------------------------------------------------------------------------------- | --------------------------------------------------------------------------------------------- | ------------------------------------------------------------------ |
| Sensibiliser                                     | A-1            | Messages fondés sur des valeurs, des cartes                                      | Élaborer des messages adaptés à différents types d'acteurs                                    | Compréhension des mécanismes décisionnels des acteurs              |
| Intégrer les valeurs dans les décisions          | A-2            | Valeurs de référence, méthodes pour alimenter des analyses coûts-bénéfices (ACB) | Mesurer l'intérêt à agir ou non (évaluation ex-ante et ex-post) Échelle nationale et locale   | Risques de doubles-comptes, changement d'échelle                   |
| Intégrer les valeurs dans les décisions          | D-2            | Modélisations (valeurs, cartes)                                                  | Prévoir les conséquences d'arbitrages sur différents acteurs (évaluation ex-ante)             | Disponibilité des connaissances scientifiques                      |
| Intégrer les valeurs dans les comptes nationaux  | D-2            | Comptes (valeurs physiques et monétaires)                                        | Mesurer les liens entre croissance et capital naturel                                         | Coût de production, risques de doubles-comptes, normes comptables  |
| Maintenir les services écosystémiques essentiels | D-14           | Instruments de politiques publiques (juridiques, économiques, etc.)              | Identifier et dimensionner les instruments de maintien des services écosystémiques essentiels | Etudes économiques, juridiques. Acceptabilité politique et sociale |
| Restaurer 15 % des écosystèmes dégradés          | D-15           | Cartes                                                                           | Localiser les écosystèmes dégradés à restaurer en priorité                                    | Disponibilité des connaissances scientifiques                      |

Les travaux de l'EFESE prennent la forme :
- de synthèses de communication par grands types d'écosystèmes et portant sur certains services écosystémiques essentiels
- d'outils méthodologiques pour faciliter la réalisation d'évaluations à une échelle locale.

### Un processus itératif et progressif
Les premiers résultats de l'EFESE sont des synthèses générales des données disponibles, pour regrouper les connaissances sur les écosystèmes en utilisant le concept de service écosystémiques comme grille de lecture structurant la réflexion.
Les données et études sont progressivement améliorées avec les travaux de recherche en cours.

### Une échelle nationale, connectée au niveau européen et international
Les travaux de l'EFESE sont conduits en recherchant en permanence leur cohérence avec les travaux conduits à l'échelle européenne (MAES) et à l'échelle internationale (IPBES).
La cohérence de ces différents travaux est assurée par la convergence entre leurs cadres conceptuels respectifs et par les échanges réguliers entre experts.

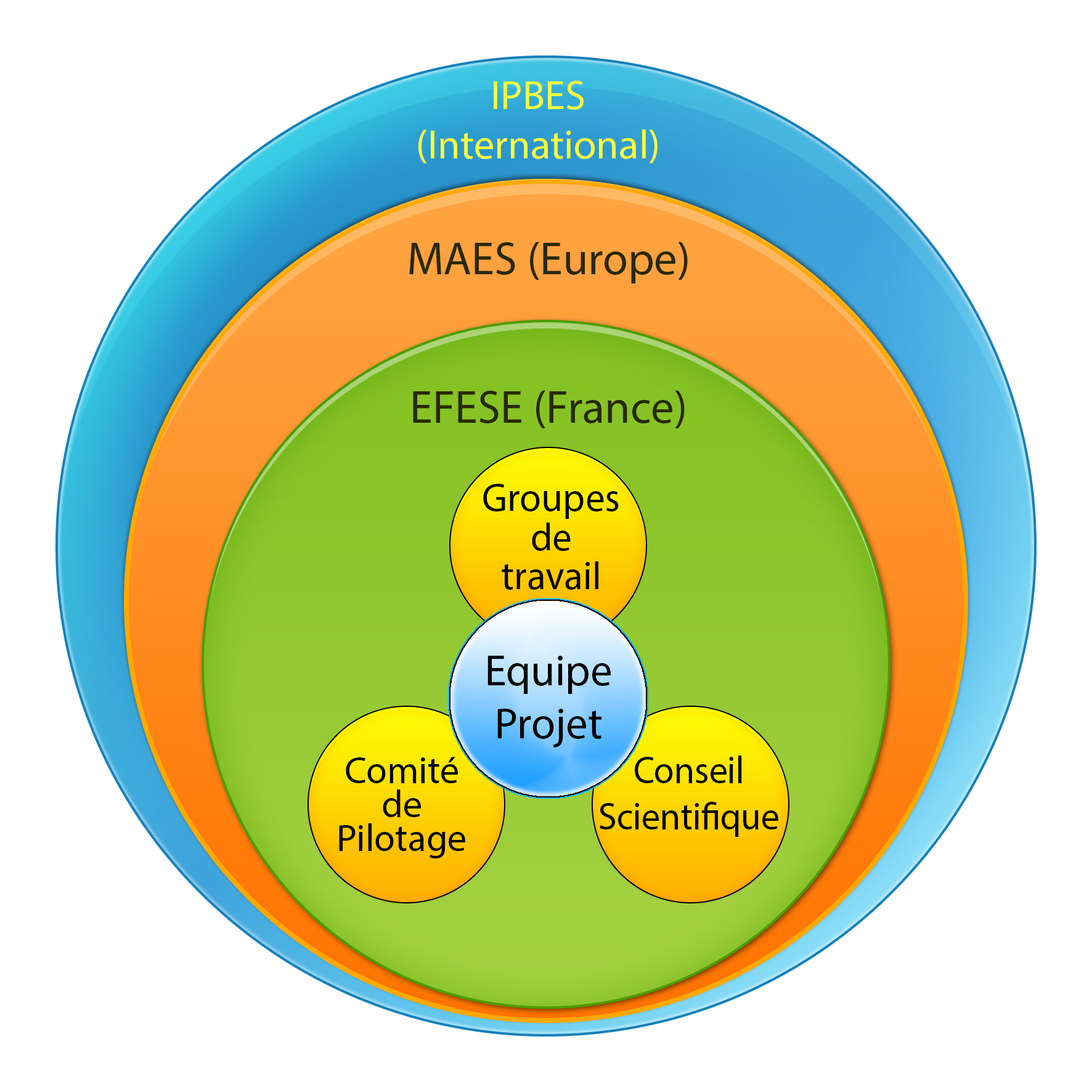
Organisation et situation de l'EFESE

## Cadre conceptuel
Un cadre conceptuel est une représentation des principaux éléments de l'évaluation ainsi que des relations existantes entre ces éléments (Ash et al., 2011). Offrant une représentation commune du sujet, il organise la réflexion et permet de travailler en respectant les mêmes limites avec la même compréhension de ce qui doit être évalué.

### Principes généraux
Le cadre conceptuel de l'EFESE repose sur les principes suivants :
- l'évaluation est nationale et porte sur l'ensemble des écosystèmes métropolitains et ultramarins;
- l'évaluation est au service de la stratégie nationale pour la biodiversité (SNB) et de la stratégie nationale pour la transition écologique vers le développement durable (SNTEDD) : elle est donc centrée sur la biodiversité et s'intéresse aux avantages que les sociétés humaines retirent du bon fonctionnement des écosystèmes. Ces avantages portent notamment sur les besoins économiques, la santé, les relations sociales, le cadre de vie, et le besoin de sécurité (physique et économique);
- l'évaluation est dynamiques et porte sur l'articulation entre facteurs de changement, biodiversité, fonctions écologiques et services écosystémiques;
- l'évaluation est spatialisée de manière à rendre compte de la variabilité des enjeux et des contextes locaux;
- l'évaluation reconnaît la particularité des valeurs attachées au patrimoine naturel. Dans le cadre de l'EFESE, la notion de patrimoine naturel est associée aux valeurs que les sociétés humaines attachent à un élément de biodiversité qui peut se voir attribuer une dimension identitaire, un statut particulier en raison de son caractère remarquable;
- l'évaluation est multidimensionnelle et vise à éclairer les conditions d'arbitrage en se fondant sur la notion de bouquets de biens et services écosystémiques.
- l'évaluation est cohérente avec les approches européennes et internationales.

### Services écosystémiques dans l'EFESE
Le concept de services écosystémiques est central dans l'EFESE. Il désigne l'utilisation durable par l'homme des fonctions écologiques de certains écosystèmes, à travers des usages et une réglementation qui les encadre. Les bouquets de biens et de services écosystémiques font référence aux ensembles de biens et services écosystémiques qui sont généralement observés ensemble dans le temps et/ou dans l'espace.
Le cadre conceptuel de l'EFESE a retenu de distinguer clairement :
- les fonctions écologiques et les services écosystémiques;
- les biens et les services écosystémiques;
- les services écosystémiques et les avantages qu'ils procurent.

Les fonctions écologiques désignent un ensemble de phénomènes propres à l'écosystème qui résultent de la combinaison de son état, de ses structures et des processus écologiques et qui se déroulent avec ou sans la présence de l'homme.
Un service écosystémique étant défini par les avantages retirés par l'homme de l'utilisation durable de certaines fonctions écologiques, il en résulte que la caractérisation d'un avantage est donc essentielle pour distinguer une fonction écologique d'un service écosystémique.
Un service écosystémique peut donc être décrit par une fonction écologique (ce qui traduit notamment le potentiel de service écosystémique) ou par un avantage (ce qui traduit notamment la demande de service écosystémique).
Les avantages issus des écosystèmes résultant souvent de la combinaison du fonctionnement des écosystèmes et de l'action de l'homme, il est parfois délicat dans le cadre de l'évaluation d'isoler la part de l'avantage relevant essentiellement du bon fonctionnement de l'écosystème.

## Éléments de résultats

### Évaluation du service de pollinisation en France
Le service de pollinisation constitue le premier élément des évaluations conduites dans le cadre de l'EFESE comme d'ailleurs dans le cadre de l'IPBES.
À l'échelle de la France (métropole et départements d'outre-mer), la valeur du service de pollinisation a été approchée par la part de la valeur économique de la production agricole destinée à l'alimentation humaine qui dépend des pollinisateurs.
Pour l'année 2010, la valeur annuelle de la production agricole destinée à l'alimentation humaine était évaluée à 33,5 milliards d'euros. La part de cette valeur dépendant des pollinisateurs est évaluée entre 2,3 et 5,3 milliards d'euros soit entre 5,2% et 12%[réf. nécessaire]. 

#### France
- Page de la fondation pour la recherche sur la biodiversité (FRB)

#### Europe
- Plateforme ESMERALDA (résumé EFESE, angl.)
- Classification internationale commune des services écosystémiques (CICES)
- MAES (mapping and essessment of ecosystems and their services)
- Plateforme BISE (Biodiversity Information System for Europe)
- Évaluation nationale des écosystèmes britanniques (UKNEA)
- Évaluation nationale des écosystèmes espagnols (EME)

#### International
- Plateforme intergouvernementale pour la biodiversité et les services écosystémiques (IPBES)
- Évaluation des écosystèmes pour le Millénaire (MEA)